# Narco
Narco (br.: O sonolento Klopp; pt.: Narco) é um filme francês de 2004 do gênero Comédia, dirigido por Tristan Aurouet e Gilles Lellouche. Com participação especial do astro de filmes de ação, Jean-Claude Van Damme.

## Elenco
- Guillaume Canet, Gustave Klopp
- Zabou, Pamela
- Benoît Poelvoorde, Lenny Bar
- Guillaume Gallienne, Samuel Pupkin
- François Berléand, Guy Bennet
- Jean-Pierre Cassel, Pai de Gus
- Vincent Rottiers, Kevin
- Léa Drucker, Assassina patinadora
- Alexia Angeli, Assassina patinadora criança
- Gilles Lellouche, Assassino patinador
- Adlan Herisson, Assassino patinador criança
- Jean-Noël Brouté, O doutor nos anos 70
- Laurent Lafitte, Apresentador do show de caratê
- Yann Queffélec, ele mesmo
- Valérie Lemercier, ela mesmo
- Sinclair, ele mesmo
- Jean-Claude Van Damme, o fantasma de Jean-Claude Van Damme que fala com Lenny

## Sinopse
Gustave "Gus" Klopp é um narcoléptico, doença que o impede de se fixar em empregos e prejudica seu casamento com Pamela. O melhor amigo de Gus é Lenny Bar, um desajustado que sonha em se tornar o "Rei do Caratê" e é fã incondicional de Jean-Claude Van Damme. Gus sempre gostou de desenhar e certo dia tem a ideia de produzir histórias em quadrinhos baseadas nos sonhos que o acometem quando adormece. Mas sua esposa não o incentiva e o manda se tratar, pois o casal não tem mais dinheiro. O psicólogo procurado por Gus fica sabendo de seus desenhos e resolve roubá-los, pois é um desenhista frustrado. Para isso contrata assassinos para matar Gus. Enquanto isso Pamela e Lenny começam um caso.

## Ficha Técnica
- Título : Narco
- Direção : Tristan Aurouet e Gilles Lellouche
- Cenário : Alain Attal e Philippe Lefebvre
- Edição : Samuel Danesi
- Música original : Sébastien Tellier
- País de origem : França
- Gênero : Comédia
- Duração : 105 minutos